# Egyptische mythologie
De Egyptische mythologie is de verzameling verhalen over de goden zoals die in het oude Egypte vereerd werden. Deze mythologie is veelal bijzonder verwarrend doordat zij over een viertal millennia is ontstaan en ontwikkeld, waarbij iedere stad in Egypte zo haar eigen ideeën had over hoe de godenwereld in elkaar stak. Veel mythologisch materiaal stamt uit de tijd van voor de eenwording van het oude Egypte. Door die onderlinge verschillen tussen de steden kunnen we ook verschillende versies tegenkomen. Zo kon zowel Hathor als Isis (zus en vrouw van Osiris) de moeder zijn van Horus. De Egyptenaren hadden daar niet echt een probleem mee, want hun godsdienst stond niet vastgelegd in dogma's.

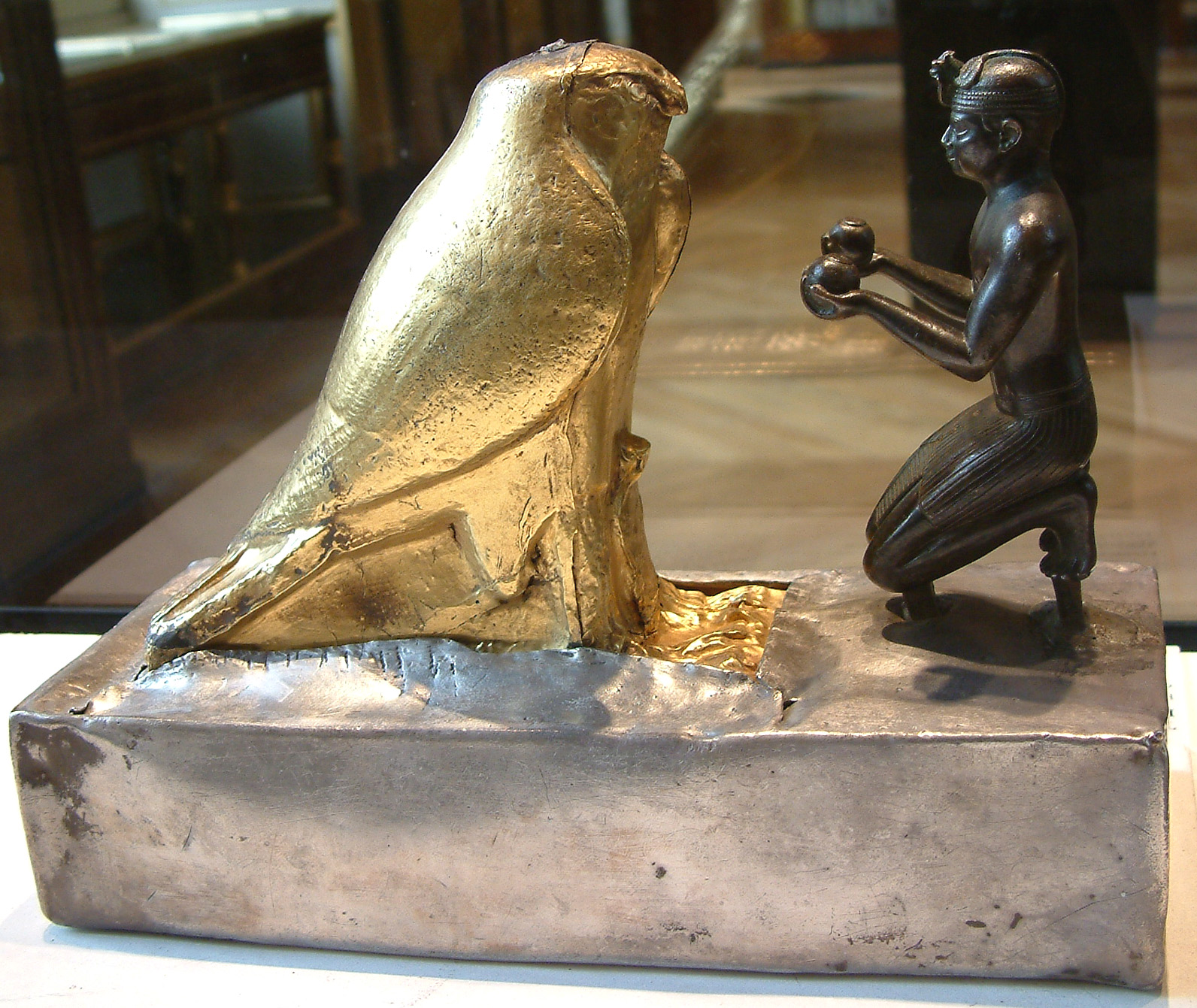
Een offer aan de god Horus

## Netjer
De Oude Egyptenaren kenden in feite geen transcendente god, maar een immanente. Het goddelijke was altijd en overal mede aanwezig. Iedere natuurkracht, bovennatuurlijke kracht, wetmatigheid of facet van de kosmos werd niet alleen benoemd, maar ook aangeduid met een eigen visuele voorstelling. Om enigszins door te dringen in hun betekenis is het van belang hier enkele kenmerkende regels in te herkennen (zie 'Afbeeldingen').
Zo werd de netjer (zoals de ‘godheden’ werden genoemd, die later door de Grieken met het woord θέος, theos, zijn aangeduid) oorspronkelijk niet afgebeeld, omdat men van oordeel was dat iedere afbeelding de aandacht van de werkelijke aard ervan zou afleiden. Slechts na verloop van tijd werd erin toegegeven hier toch enige afbeelding voor te gebruiken, een maatregel die uiteindelijk tot de visuele overdaad heeft geleid die de Egyptische mythologische voorstellingen kenmerkt.

## Afbeeldingen

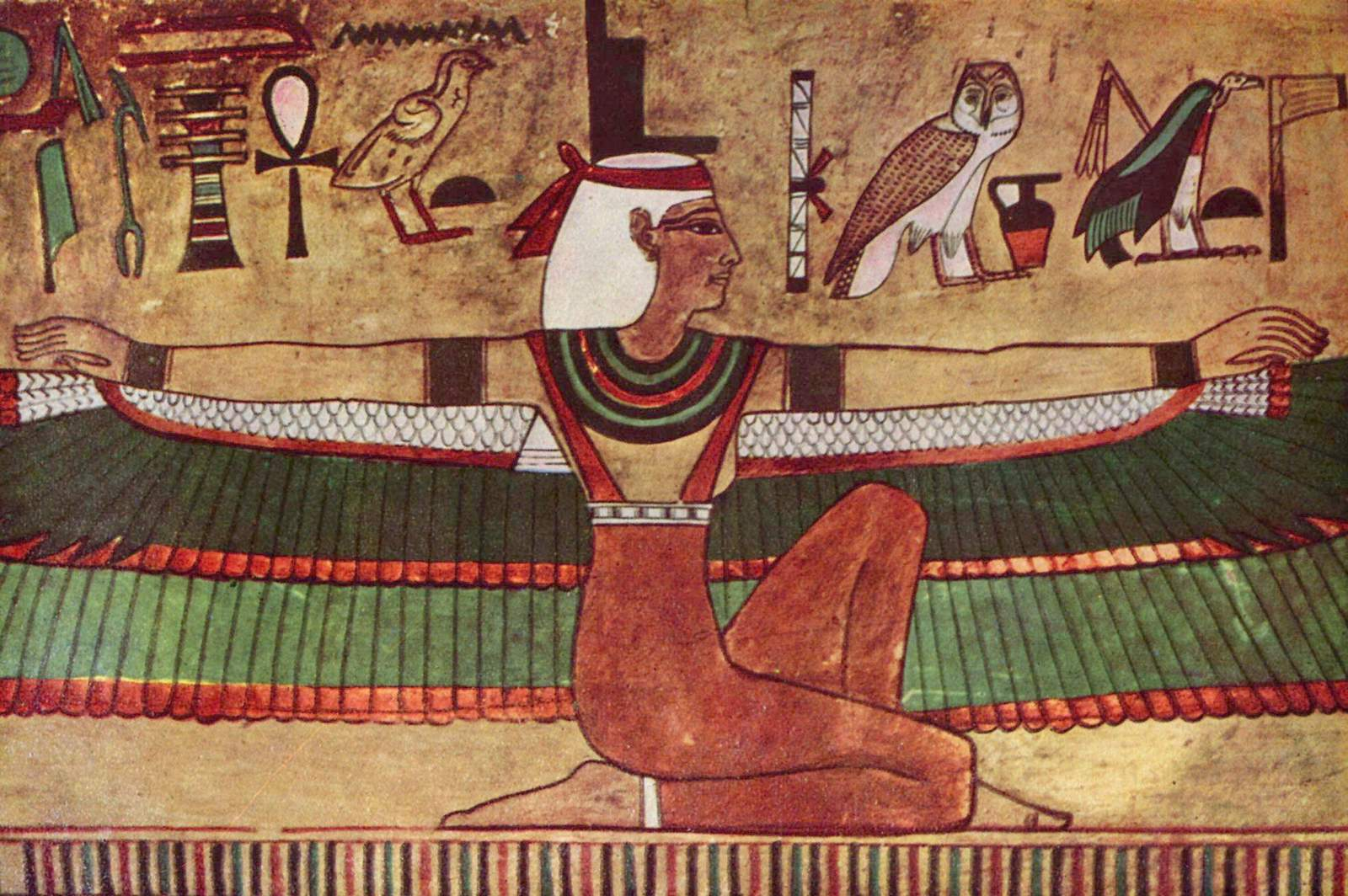
Egyptische godin Isis, grafschildering, ca. 1360 v.Chr.

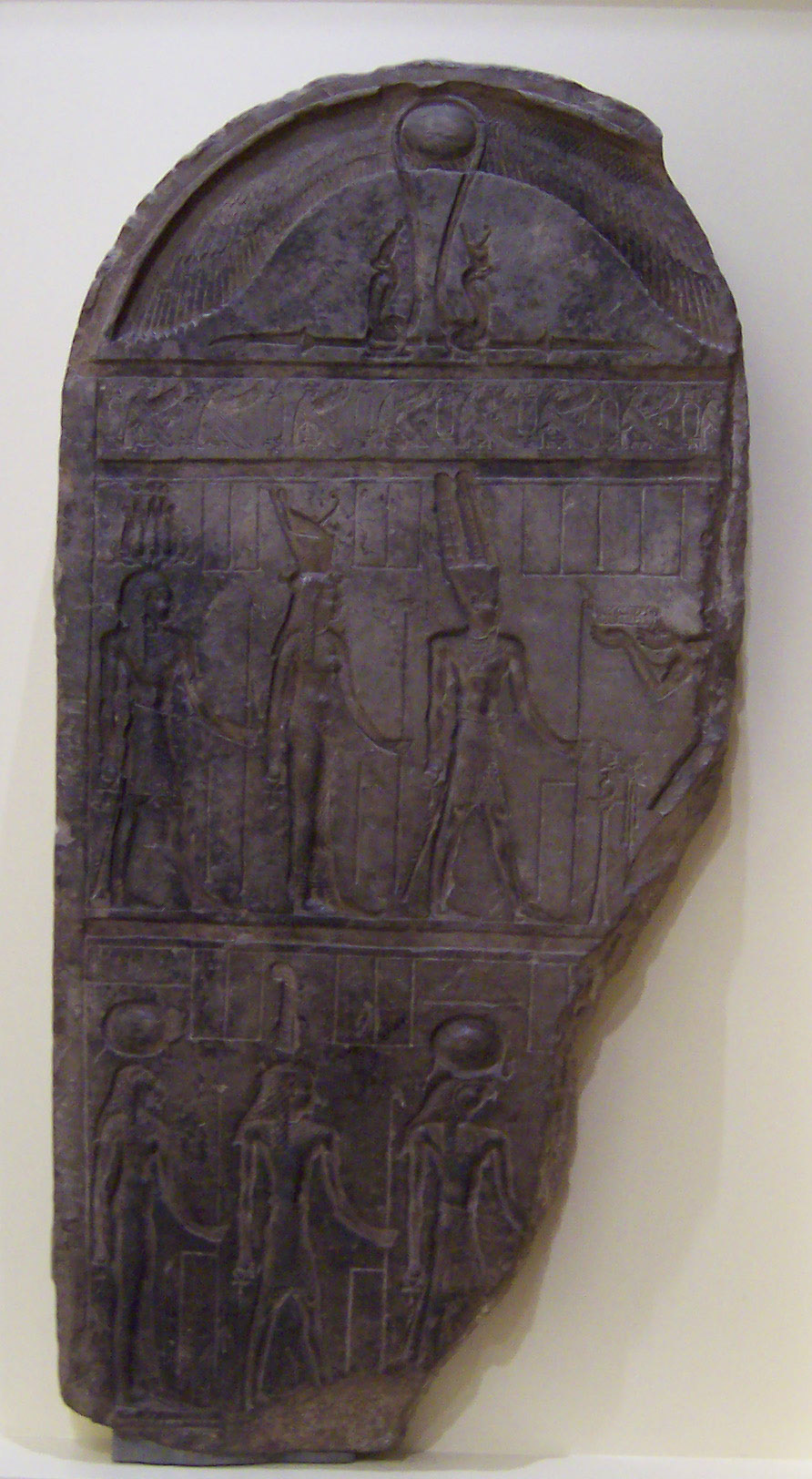
Een stele met twee godentriaden

In de afbeelding zijn enkele wetmatigheden te herkennen die tot een beter begrip van de betekenis kunnen leiden. Zo werd een netjer eerst in predynastieke tijden vaak met een totemdier aangeduid. Dit kon dan verschillen naargelang de locatie. De netjer Sobek bijvoorbeeld kon worden afgebeeld als een krokodil, of elders de vorm van een leeuw aannemen. Zeer spoedig werd voor een antropomorfe afbeelding gekozen, maar het hoofd werd weergegeven als dat van een totemdier, of er werd boven de afbeelding nog een bijzonder symbool geplaatst. Die symbolen of kronen konden uiteindelijk steeds meer samengesteld zijn uit dergelijke symbolen van dezelfde godheid uit verschillende locaties. De samengestelde Egyptische kronen zijn hier een voorbeeld van. Soms werden die ook nog met ramshoorns of stierenhoorns aangevuld, met een enkele of dubbele uraeus, met plantendelen en veren enzovoort.
Al deze tekens spreken in stilte een eigen beeldtaal van symbolen die op specifieke betekenissen duiden. Bovendien zijn er nog de verschillende houdingen, zoals een beschermend of zegenend gebaar, het bij de hand nemen ter begeleiding, het zitten op een troon als teken van macht (of het afbeelden van een troon boven het hoofd zoals bij Isis). Verder ontdekt men nog een heel gamma van attributen zoals verschillende soorten scepters en staven, die elk een eigen soort bevoegdheid aanduiden, zoals:
- de medustok,[bron?] die staat voor het recht op spreken, 'het voor het zeggen hebben',
- de sjenring, die duidt op heerschappij over of voor de eeuwigheid,
- de renpit, een gekerfde palmbladnerf die staat voor een zekere tijdsgeldigheid,
- het ankh-teken, dat de aanwezigheid in een andere dimensie - die van het hiernamaals - kenmerkt.

Om de beelden verder te nuanceren en te verklaren zijn er meestal hiërogliefen toegevoegd. Dit zijn aanvankelijk eveneens ideogrammen (visuele weergaven van ideeën), pas later worden ze tot fonogrammen omgebouwd. Soms komen beide vormen tegelijk door elkaar voor in de beschrijvingen van de mythen, die de bewegingen en verbanden weergeven die bij de afbeeldingen, meestal in reliëfvorm en ook nog gepolychromeerd, horen.
De kledij van de goden komt overeen met de mode van 2800 v.Chr.. Hun kledij evolueerde niet met de mode, want ze stonden buiten onze menselijke tijd.
Cultusbeelden waren doorgaans van goud gemaakt. Omdat dit materiaal onveranderlijk is in de tijd, werd ook daarmee aangegeven dat de goden buiten onze tijdcylus staan, namelijk in een cyclus die 'een miljoen maal' groter is. Vanwege de kostbaarheid van het materiaal zijn nog maar weinig cultusbeelden overgebleven; de meeste werden hersmolten na geroofd te zijn.
De godenwereld van de Egyptenaren bestond uit tientallen goden met elk hun eigen herkenningspunten, zoals de Atefkroon van Osiris en de Gans op het hoofd van Geb. Ook de symbolen die zij in de hand houden zijn aanwijzingen voor hun positie en macht.
Andere vormen van herkenningspunten zijn de assimilatie met dieren. De god werd dan afgebeeld als dier (meestal de beginperiode) of als een hybride vorm, als een onherkenbare menselijke vorm gecombineerd met die van een dier. Een voorbeeld is Thoth, die een gezicht had van een Ibis in een menselijk lichaam. Deze keuze was niet willekeurig; de Egyptenaren keken immers veel naar de natuur en kan daarom beschouwd worden als een natuurgodsdienst. Zo werd de godin Toëris afgebeeld als een nijlpaard. Een nijlpaard staat voor gevaar en is beschermend voor haar kinderen. Dit was daarom een zwangerschapsgodin die de zwangere vrouwen beschermde. Veel andere goden bestonden als valk omdat valken zich vaak in de lucht bevinden en daarom als hemelgod werden vereerd, zoals Ra en Sokaris.
Doordat de Egyptische geschiedenis vele millennia lang is, namen sommige goden verschillende gedaanten aan in de loop der tijd. Sommige goden werden in het begin slechts vereerd als symbool (Min, Chons en Neith). Later kregen zij een lichaam of werden ze als dier afgebeeld. Sommige goden werden geassimileerd door latere bekendere goden; zo nam Osiris symbolen over van Chentiamenoe en Anhur. Hathor en Isis werden in latere tijden zo met elkaar vergeleken dat men alleen uit de tekst kon zien of het Isis of Hathor was.
Bij het indelen van de goden naar onze termen kunnen wij ze indelen in:
- menselijke goden (mannelijke goden, vrouwelijke goden en kindgoden);
- dierlijke goden, die weer zijn onder te verdelen in zoogdieren (koeien, katten, nijlpaarden, honden, schapen en dergelijke), reptielen, vissen, amfibieën en insectachtigen.

Daarnaast bestonden er nog tal van goden die uitsluitend werden genoemd in boeken (dodenboeken, poortenboeken, piramideteksten) en demonen die niet vereerd werden, maar die wel voorkwamen op wandschilderingen.

## Mythen
De Egyptenaren hebben in vergelijking met de Griekse of Romeinse mythologie weinig mythen. Hun verhalen verschilden sterk per stad, en de meeste mythen verhaalden over de schepping van de wereld. Ook waren de goden niet menselijk: ze hadden een zeer beperkt aantal karaktertrekken en werden nauwelijks genuanceerd. Contact tussen de goden en stervelingen kwam in de regel nagenoeg niet voor. Men kon hen enkel via de farao bereiken, de nefer neter, de enige "menselijke godheid". Enkele bekende mythes uit het Oude Egypte:
- Egyptische scheppingsverhalen
- Vernietiging van de mensheid door Hathor
- De strijd tussen Horus en Seth
- Chnoem en de zeven magere jaren
- Ra en Isis
- Isis en de zeven schorpioenen

## Complexiteit
De Egyptische mythologie is een van de meest ondoordringbare en ingewikkelde mythologieën die de mensheid ooit heeft gekend. Oorzaken hiervan zijn:
1. het enorme tijdsverloop van bijna vier millennia waarin de Oude Egyptische beschaving zich situeert;
2. de grote geografische spreiding waarin zich in feite meerdere mythologieën tegelijk ontwikkelden die later samenkwamen; en
3. het ontbreken van een geschreven taal op het moment dat ideogrammen en visuele voorstellingen in het algemeen werden gebruikt om de abstracte filosofische en mythologische ideeën en concepten weer te geven.

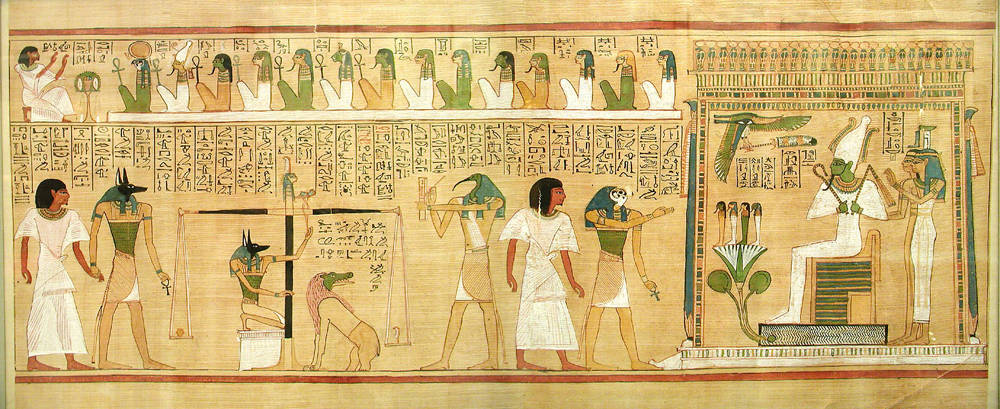
Bovenstaand tafereel van de Papyrus van Hunefer toont hoe het hart van Hunefer wordt afgewogen tegen de veder der waarheid. Is het hart lichter dan de veder, dan mag hij door naar het hiernamaals. Dit soort vignetten vol visuele symboliek waren algemeen gebruikte illustraties in de Egyptische dodenboeken.

Deze factoren hebben geleid tot een schier onoverzichtelijke verzameling afbeeldingen van godheden, waarin sommige details gemakkelijk over het hoofd worden gezien of niet worden begrepen. Bovendien bestaan vaak meerdere versies van zowel godheden als mythen. Dit heeft vooral te maken met de locaties waar deze zijn ontstaan of waar de onderlinge concurrentie van plaatselijke godheden en verhalen tot een status quo leidde. Belangrijke historische centra op dat punt waren op zeker ogenblik de scholen van Memphis, Hermopolis Magna, Elephantine (Thebe) en Heliopolis met elk hun eigen Egyptisch scheppingsverhaal. Daarenboven waren er ook nog kleinere centra, zoals Panopolis (Achmin), waar eigen godheden of combinaties van goden en mythen werden overgeleverd.
Geregeld is het voorgekomen dat de Egyptenaren zelf door de bomen het bos niet meer zagen; zo zijn in de lange geschiedenis ook een aantal ‘systematiseringen’ van hogerhand opgelegd en uitgevoerd:
1. Systematisering van de godenwereld tijdens het Oude Rijk: alle goden die in latere tijd voorkomen zijn in dit tijdvak reeds aanwezig; ze worden in hiërarchieën gekoppeld. Belangrijke scholen ontstaan (Memphis, Heliopolis en andere cultusplaatsen). Ook de Ogdoade van Hermopolis, die de vier paren van oergoden definieerde, zou hier zijn geherformuleerd. Deze zou in haar oorsprong teruggaan tot predynastische tijden.
2. Intrede van Amon in het Middenrijk: het hiërarchisch systeem van het Oude Rijk bleef intact op enkele godheden na, maar aan het hoofd van dat pantheon verscheen een nieuwe 'algod' waarvan de herkomst onduidelijk was: Amon, (die later met Re zou versmelten tot Amon-Ra).
3. Rijksgoden en de zonnegod in het Nieuwe Rijk: alle goden kregen deel aan de zonnecultus, zelfs de oude krokodilgod Sobek kreeg solaire trekken. Amon drong zich op tot exclusieve hoofdgod en verdrong Re, wiens scheppende kracht werd overgenomen door Atoem. De verschijningsvorm veranderde, de afbeelding van de goden als dieren overheerste. Het theologische hoogtepunt onder Achnaton volgde, waarin de Amarnaperiode Aton van Amon werd afgescheiden en de traditionele scheppingsgoden werden afgeschaft. Aton (letterlijk zonneschijf) werd de fysische aanwezigheid van de oppergod.
4. Systematisering door de Ptolemaeën: een godsbeeld ontleend aan de Egyptische traditie rond Osiris-Apis moest de mythologie verzoenen met de hellenistische voorstellingen. Horus, Osiris, Isis en Anubis kregen een hellenistisch uiterlijk of veranderden volledig in die vorm en kregen Griekse namen. Amon werd Zeus, Horus Apollo, Hathor werd Aphrodite. Hetzelfde gebeurde met de belangrijkste cultusplaatsen: Apollinopolis, Diospolis en Aphroditopolis.

### Politieke invloeden
Het belang van goden was in de Egyptische oudheid vaak afhankelijk van het belang van hun cultuurcentrum. In het begin (1e en 2e dynastie) was de god Horus zeer belangrijk en werd hij geassocieerd met de koning. Rond het Oude Rijk kwam er een verschuiving van Horus naar Ra.
In de eerste tussenperiode werd de god Sobek erg belangrijk, doordat de Fayum politiek belangrijk werd. Na het Middenrijk komt Thebe en het Thebaanse pantheon op de voorgrond in de vorm van Montoe en Amon. In het Nieuwe Rijk kwamen samensmeltingen tussen verschillende goden vaker voor en stond het Egyptische Rijk ook meer open voor buitenlandse invloeden. Zo kwamen ook vreemde goden in het Egyptische pantheon terecht (bijvoorbeeld Astarte). Ook de invloed van de vorst kon van doorslaggevend belang zijn: men denke aan de Aton-cultus onder Achnaton of de introductie van Serapis in de Ptolemaïsche tijd. Ten slotte vond in de Grieks-romeinse tijd de vergrieksing van de oude goden plaats. De oud-Egyptische goden werden vergeleken met de Griekse en Romeinse goden.

### Groepering
Naast de "gewone" goden die werden aanbeden waren er ook andere goden. Ze kunnen worden ingedeeld in groepen, namelijk:
- De 42 rechters in de kamer van de waarheid
- Demonen
- Goden uit het grottenboek
- Boek der Poorten
- Groepen (Dyade, Triade, Ogdoade en Enneade)
- Huisgoden
- Provincie- of Nome-goden (Nomos en Nomarch)
- Sterrengoden
- Uren van de dag en nacht goden
- Zielen van Nechen en Pe
- Zonen van Horus

## Moderne herleving

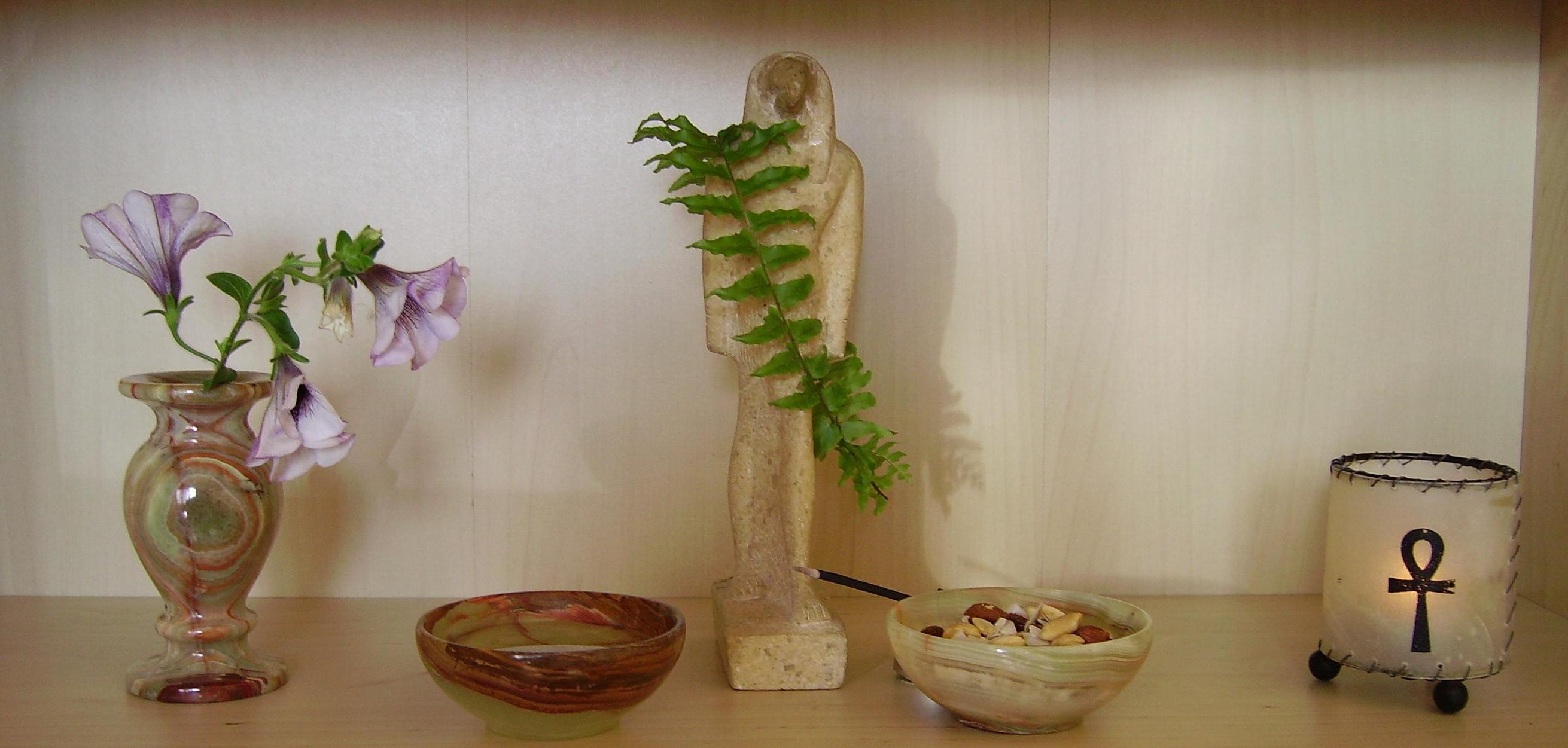
Kemetisch altaar in Tsjechië.

Rond 1970 begon de Egyptische neopaganistische godsdienst een herleving door te maken. Deze godsdienst wordt kemetisme genoemd, vernoemd naar Kemet, de naam van het Oude Egypte. Een andere naam voor kemetisme is neterisme, vernoemd naar het Netjer, wat godheid betekent.
Er zijn verschillende stromingen binnen het kemetisme, sommige zijn eclectisch, en andere zijn meer reconstructionistisch.